# Sundsvatnet
Der Sundsvatnet (norwegisch für Sundsee) ist ein See an der Prinzessin-Astrid-Küste des ostantarktischen Königin-Maud-Lands. Im Zentrum der Schirmacher-Oase liegt er auf der Nordseite der Sundsvassheia. 
Wissenschaftler des Norwegischen Polarinstituts benannten ihn nach seinem an einen Sund erinnernden Mittelteil.